# Joël Nigioni
Joël Nigioni, także Joël Nigiono (ur. 8 stycznia 1952) – monakijski strzelec, olimpijczyk.
Uczestnik Letnich Igrzysk Olimpijskich 1984. Startował wyłącznie w pistolecie dowolnym z 50 m, w którym zajął 50. miejsce wśród 56 zawodników.
W 1985 roku uczestniczył w pierwszej edycji igrzysk małych państw Europy, jednak bez zdobyczy medalowych.

## Wyniki

### Igrzyska olimpijskie
| Igrzyska         | Konkurencja            | Wynik                        | Miejsce | Źródło |
| ---------------- | ---------------------- | ---------------------------- | ------- | ------ |
| Los Angeles 1984 | Pistolet dowolny, 50 m | 505 pkt. (83–79–88–87–84–84) | 50      | [ 1 ]  |